# Уильямс, Сол
Сол Стейси Уильямс (англ. Saul Stacey Williams) — американский писатель, актёр и музыкант, известен своим стилем смешивания хип-хопа и поэзии в музыке. Также известен главной ролью в независимом фильме «Слэм» и участием в музыкальном движении ТСЗАП.

## Биография

### Начало
Уильямс родился в Ньюберге, Нью-Йорк. Он самый молодой из трёх детей, у него есть две старших сестры. После окончания Колледжа Морхаус (Morehouse College), где он изучал философию, Сол переехал в Нью-Йорк, чтобы получить степень магистра в Нью-Йоркском университете (New York University) по специальности «актёрское мастерство». В Нью-Йорке он всерьёз увлёкся поэзией и долгое время проводил в литературном кафе Nuyorican Poets Cafe в Алфабет Сити, Манхэттен.

### Карьера
К 1995 году Сол проявил большие успехи в поэзии и в 1996 году получил звание слем-чемпиона в кафе Nuyorican Poets Cafe, что принесло ему известность. Благодаря этому ему предложили главную роль в фильме 1998 года «Слэм», который завоевал две награды -Гран-при на фестивале Сандэнс и Золотую камеру (Марк Левин) на Каннском кинофестивале. Этот фильм открыл Сола для широкой зрительской аудитории.
В это время Уильямс занялся музыкой. Он выступал с такими артистами как The Fugees, Christian Alvarez, Blackalicious, Erykah Badu, KRS-One, Zack De La Rocha, De La Soul, и DJ Krust, а также со знаменитыми поэтами Алленом Гинзбергом и Сонией Санчес. Выпустив несколько мини-альбомов, Саул записал полнометражный Amethyst Rock Star, спродюсированный Риком Рубином. В сентябре 2004 вышел следующий альбом Saul Williams, ставший очень успешным. Летом 2005 года Уильямс играл на нескольких концертах в европейском турне Nine Inch Nails, а также выступал с группой The Mars Volta. Тем же летом Сола пригласили на музыкальный фестиваль в Лоллапалузе. Несколько таких выступлений привлекло широкую аудиторию к творчеству Уильямса. Он вновь присоединился к Nine Inch Nails в их северно-американском туре в 2006 году, в течение которого Трент Резнор сообщил, что собирается продюсировать его следующий альбом.
Писательские творения Уильямса публиковали в журналах The New York Times, Esquire, Bomb Magazine и African Voices. Кроме этого он выпустил четыре сборника стихотворений. Он посетил несколько городов, читал лекции во многих университетах и колледжах. Сейчас Сол живёт в Лос-Анджелесе, Калифорния.
Уильямс — ярый критик политики Буша, его концепции «Война против терроризма» и Иракской войны; среди его работ наиболее известны антивоенные гимны «Not In My Name» и «Act III Scene 2 (Shakespeare)».
Новый альбом Сола Уильямса The Inevitable Rise And Liberation Of NiggyTardust! доступен только на сайте niggytardust.com. Пользователи могут заплатить 5$, чтобы поддержать артиста, после чего им предоставляется выбор скачать mp3-версии 192kps или 320кбит/c или же FLAC. Материал был спродюсирован Трентом Резнором и смикширован Элэном Молдером. Именно Резнор, который с недавних пор стал абсолютно независимым от лейблов, сказал, что альбом нужно выпустить напрямую — без участия рекорд-компаний.

## Личная жизнь
29 февраля 2008 года, в свой день рождения, он женился на своей давней подруге Персии Уайт, но год спустя развёлся. До этого он уже был женат на художнице Марсии Джонс, а его стихотворения из S/HE являются серией воспоминаний об их отношениях. У Уильямса и Джонс от этого брака осталась дочь Сатурн Уильямс. Сатурн выступала на одном из концертов вместе с отцом в 2008 году.

## Дискография

### Альбомы/Мини-альбомы
- Penny For A Thought/Purple Pigeons (2000)
- Amethyst Rock Star (2001)
- Not in My Name (2003)
- Saul Williams (2004)
- The Inevitable Rise And Liberation Of NiggyTardust! (2007)

### Другие проекты
- «Twice the First Time» на Eargasms — Crucialpoetics Vol. 1 (1997)
- «Elohim (1972)» на Black Whole Styles (1998)
- «Ohm» на Lyricist Lounge, Volume One (1999)
- «Coded Language» на Coded Language диджея DJ Krust (1999)
- «Release» с Lyrics Born и Zack De La Rocha на Blazing Arrow дуэета Blackalicious (2002)
- «Time (Jungle) (Temple Of Soul Mix)» на Nublu Sessions, ремиксы Wax Poetic (2003)
- «Sent from Sandy Shores» (с Sacajawea) на Dreams of Water Themes Adventure Time (2003)
- «Wake up Show Freestyles» Sway и King Tech (2004)
- «Three Fingers» на Enter the Chicken Buckethead & Friends (2005)
- «Sea Lion (Extended)» (с Will Oldham) на «Sea Lion» Sage Francis (2005)
- «Mr. Nichols» на Sound Mirrors Coldcut (2006)
- «April Showers, April Tears» на ¿What Stuart Davis (2006)
- «, said the shotgun to the head» на Thomas Kessler Thomas Kessler (2006)
- «Survivalism» и «Me, I’m Not» на Year Zero Nine Inch Nails (2007)
- «Gunshots By Computer» на Y34RZ3R0R3M1X3D Nine Inch Nails (2007)

## Фильмография
- Downtown 81 (рассказчик)(1981/2000)
- Underground Voices (1996)
- Слэм (1998)
- SlamNation (1998)
- I’ll Make Me a World (1999)
- Планета Ка-Пэкс (2001)
- Lackawanna Blues (2005)

## Телевидение
- Girlfriends (2003)

## Сайты
- Официальный сайт
- страница на MySpace
- SlamNation Web Page